# Hans-Hinrich Sievers
Hans-Hinrich Sievers (* 28. Mai 1952 in Luhnstedt) ist ein deutscher Herzchirurg und Bildhauer.

## Ausbildung und Beruf
Hans-Hinrich Sievers absolvierte sein Medizinstudium von 1971 bis 1978 an der Christian-Albrechts-Universität Kiel. Sievers blieb an der Universität Kiel und promovierte dort 1981 mit einer Arbeit zur Fallot-Tetralogie. Er habilitierte sich 1987 in Kiel; Thema seiner Habilitationsarbeit war die Pulmonalklappenchirurgie.
Sievers ist Facharzt für Thorax- und Kardiovaskularchirurgie, Facharzt für Gefäßchirurgie und Facharzt für Allgemeinchirurgie. Im März 1993 wurde Sievers außerplanmäßiger Professor in Kiel, Im Mai des Jahres wechselte er an die Medizinische Universität zu Lübeck als Direktor der Klinik für Herz- und thorakale Gefäßchirurgie. Im März 2018 ging Sievers in den Ruhestand.

## Leistungen in der Medizin
Hans-Hinrich Sievers war in seiner aktiven Zeit Experte für Operationen an der Aortenklappe. Internationale Anerkennung konnte er durch Operationen nach David N. Ross und Operationen nach Tirone E. David gewinnen, beides Eingriffe, bei denen ein körperfremder Ersatz der Aortenklappe vermieden wird.
Sievers war 1991 Erstbeschreiber der bicavalen Technik der Herztransplantation. Die bicavale Technik wird alternativ zur nur noch in einem Drittel der Fälle angewandten, klassischen biatrialen Technik eingesetzt. Zusammen mit dem Institut für Materialwissenschaften der Universität Kiel entwickelten Hans-Hinrich Sievers und seine Mitarbeiter ein Verfahren zur Herstellung von Kunststoffkompositen mit unterschiedlichen, in einem homogenen Kunststoff nicht vereinbaren Eigenschaften. Von der Arbeitsgemeinschaft wurde ein robuster mit einem blutabweisenden aber wenig robustem Kunststoff verbunden – mit der potenziellen Anwendung für Herzklappenprothesen. Sievers ist Mitinhaber zahlreicher Patente, unter anderem für Herzklappenprothesen, Gefäßprothesen und Herzunterstützungssysteme.

## Künstlerisches Schaffen
Hans-Hinrich Sievers betätigt sich als Bildhauer. Als Material für seine Skulpturen bevorzugt er dunkle, fast schwarze Mooreiche, der er eine glatte Oberfläche verleiht; aus flüssigem Holz fertigt er Plastiken. Der Stil einer Werke lässt sich der biomorphen Bildhauerei zuordnen. Die Werke von Hans-Hinrich Sievers waren auf zahlreichen Ausstellungen zu sehen, zum Beispiel 2023 im Rathaus von Kronshagen.

## Schriften
Researchgate verzeichnet 673 Publikationen unter Beteiligung von Hans-Hinrich Sievers,. Sein h-Index wird von der Universität zu Lübeck mit 43 angegeben,
Qualifikationsarbeiten
- Ergebnisse nach Korrektur Fallot'scher Tetralogien, Universität Kiel 1981 (Dissertation).
- Pulmonalklappenchirurgie mit klappentragenden Flicken – klinische und tierexperimentelle Untersuchungen. Zuckschwerdt, München 1991, ISBN 3-88603-424-0 (zugleich Habilitationsschrift an der Universität Kiel 1987).[2]

## Auszeichnung
- Hans-Georg-Borst-Preis der Deutschen Gesellschaft für Herz-, Thorax- und Gefäßchirurgie[17]